# Soliers
Soliers är en kommun i departementet Calvados i regionen Normandie i norra Frankrike. Kommunen ligger i kantonen Bourguébus som ligger i arrondissementet Caen. År 2022 hade Soliers 2 190 invånare.

## Befolkningsutveckling
Antalet invånare i kommunen Soliers
Referens:INSEE